# Махърафелт
Махърафѐлт (на английски: Magherafelt; на ирландски: Machaire Fíolta, буквени символи и звуков файл за произношение , най-близко до Мааърафѐлт) е град в централната част на Северна Ирландия. Разположен е в графство Лъндъндери на около 55 km северозападно от столицата Белфаст. Главен административен център на район Махърафелт. Имал е жп гара от 10 ноември 1856 г. до 1 октомври 1959 г. На около 10 km на изток от Махърафелт е най-голямото езеро в Северна Ирландия Лох Ней. Населението му е 8372 жители според данни от преброяването през 2001 г.